# 1893 en chimie
Cet article présente les faits marquants de l'année 1893 en chimie.

## Évènements
- Le chimiste suisse Alfred Werner prouve la structure octaédrique des complexes de cobalt(III), et par extension celle de la majorité des autres métaux de transition d'après des raisonnements basés sur l'isomérie. Ces avancées sont à l'origine d'une nouvelle discipline : la chimie de coordination[1],[2].
- Le chimiste allemand Hans Goldschmidt découvre la réaction aluminothermique dans laquelle l'aluminium est oxydé et l'oxyde métallique réduit, procédé breveté en 1895[3].
- Le biochimiste japonais Nagai Nagayoshi qui réalise la première synthèse de méthamphétamine à partir d'éphédrine[4].
- le chimiste italien Pietro Biginelli découvre la réaction de Biginelli[5],[6].
- 11 février : les ingénieurs hongrois János Csonka et Donát Bánki déposent un brevet pour un carburateur[7] mis au point en 1890, qu'ils obtiennent le 3 mai 1894[8].
- 28 février : le chimiste américain Edward Goodrich Acheson reçoit un brevet pour un procédé pour synthétiser le carbure de silicium[9].
- L'équation de Schröder-van Laar a été proposée indépendamment par Le Chatelier en 1885[10],[11], Schröder en 1893[12] et van Laar en 1903[13],[14].

## Prix
- Médaille Davy : Jacobus Henricus van 't Hoff et Joseph Achille Le Bel en reconnaissance de leur introduction de la théorie du carbone asymétrique, et de son utilisation dans l'explication de l'activité optique de composé carbonés[15],[16].

## Naissances
- 21 janvier : Ilia Tcherniaïev (mort en 1966), chimiste soviétique spécialisé en chimie inorganique, célèbre pour avoir découvert le phénomène connu en chimie de coordination sous le nom d'effet trans.
- 26 mars : James Bryant Conant (mort en 1978), chimiste américain.
- 29 avril : Harold Clayton Urey (mort en 1981), chimiste américain.
- 7 juin : Erling Johnson (mort en 1967), chimiste norvégien.
- 28 octobre : Christopher Kelk Ingold (mort en 1970), chimiste britannique.
- 3 novembre : Edward Adelbert Doisy (mort en 1986), biochimiste américain.
- 19 novembre : Eduard van Arkel (mort en 1976), chimiste néerlandais.